# Агиос Атанасиос (дем Кушница)
Агиос Атанасиос (на гръцки: Άγιος Αθανάσιος) е село в Гърция, дем Кушница, област Източна Македония и Тракия.

## География
Агиос Атанасиос се намира на 22 km югозападно от град Кавала, на надморска височина от 10 m. Известен е с плажа Амолофи, дълъг 3 km и който през лятото събира много посетители от района.

## История
Селото е обявено за самостоятелно селище в 1981 година, когато става част от дем Елевтерес, където остава след това по закона Каподистрияс. С въвеждането на закона Каликратис, Агиос Атанасиос е част от дем Кушница. Според преброяването от 2001 година има 18 жители, а според преброяването от 2011 година има 13 жители.
| Година    | 1913 | 1920 | 1928 | 1940 | 1951 | 1961 | 1971 | 1981 | 1991 | 2001 | 2011 | 2021 |
| --------- | ---- | ---- | ---- | ---- | ---- | ---- | ---- | ---- | ---- | ---- | ---- | ---- |
| Население |      |      |      |      |      |      |      | 3    | 0    | 18   | 13   | 8    |